# ÜHIIs
Der ÜHIIs – seltener auch ÜH II s oder ÜH IIs geschrieben – ist ein deutscher Oberleitungsbus-Typ. Er wurde zu Beginn der 1950er Jahre von der Waggonfabrik Uerdingen AG und Henschel gemeinsam als Joint-Venture produziert. Die Typenbezeichnung setzt sich aus den Herstellernamen Uerdingen und Henschel, der Normgröße II (für zehn bis elf Meter lange Fahrzeuge) und dem Hinweis auf die selbsttragende Karosserie zusammen. Henschel war dabei für das Fahrwerk zuständig, während Uerdingen den Aufbau produzierte. Konstruktiv hat der Typ ÜHIIs große Ähnlichkeiten mit dem Uerdinger Schienenbus, insbesondere mit dessen Prototypen. Beide basieren auf dem Konzept der selbsttragenden Stahlleichtbauweise, diese kommt ohne Fahrgestell aus. Abweichend waren hingegen die Einstiege, charakteristisch für den hier behandelten Typ waren die beiden Schiebetüren. Die insgesamt zehn Fahrzeuge des Typs ÜHIIs wurden wie folgt an drei deutsche O-Bus-Betriebe ausgeliefert:
| Baujahr       | Nummern | Elektrik | Betrieb                 | im Einsatz bis |
| ------------- | ------- | -------- | ----------------------- | -------------- |
| 1950 und 1951 | 101–103 | SSW      | Oberleitungsbus Moers   | 1964/1965      |
| 1951          | 01–5    | BBC      | Oberleitungsbus Marburg | 1966/1968      |
| 1951          | 014–15  | AEG      | Oberleitungsbus Gießen  | 1966           |

Kurz darauf wurde der ÜHIIs vom etwas längeren Nachfolgemodell ÜHIIIs abgelöst, als wichtigstes Unterscheidungsmerkmal verfügte dieser – statt der beiden Schiebetüren – über drei Klappfalttüren. Dem ÜHIIs sehr ähnliche Wagen verkehrten in Köln sowie ab 1951 beim Oberleitungsbus Baden-Baden. Sie entstanden jedoch in konventioneller Bauweise mit Uerdinger-Aufbauten auf Henschel-II-6500-Fahrgestellen und waren somit nicht selbsttragend.